# Liste des gares de la wilaya de Saïda
La liste des gares de la wilaya de Saïda, est une liste des gares ferroviaires situées dans la wilaya de Saïda, en Algérie.

## Gares ferroviaires dans la wilaya
La wilaya de Saïda compte treize gares, dont onze fermées. Les gares en service sont exploitées par la Société nationale des transports ferroviaires (SNTF).
| Gare                      | Commune        | Lignes                                | Remarque    |
| ------------------------- | -------------- | ------------------------------------- | ----------- |
| Gare de Aïn El Hadjar     | Aïn El Hadjar  | Oran à Kenadsa                        | Gare fermée |
| Gare de Bourached         | Sidi Ahmed     | Oran à Kenadsa                        | Gare fermée |
| Gare d'El Beïda           | Sidi Ahmed     | Oran à Kenadsa                        | Gare fermée |
| Gare de Hammam Rabbi      | Ouled Khaled   | Oran à Kenadsa                        | Gare fermée |
| Gare de Khralfallah       | Sidi Ahmed     | Oran à Kenadsa                        | Gare fermée |
| Gare de Muley Abdelkader  | Sidi Ahmed     | Oran à Kenadsa                        | Gare fermée |
| Gare de Rebahia           | Ouled Khaled   | Oran à Kenadsa                        | Gare fermée |
| Ancienne gare de Saïda    | Saïda          | Oran à Kenadsa                        | Gare fermée |
| Gare de Saïda             | Saïda          | Moulay Slissen à Saïda Saïda à Tiaret |             |
| Gare de Sidi Amar (Saïda) | Sidi Amar      | Oran à Kenadsa                        | Gare fermée |
| Gare de Sidi Boubekeur    | Sidi Boubekeur | Oran à Kenadsa                        | Gare fermée |
| gare de Tafaroua          | Sidi Ahmed     | Oran à Kenadsa                        | Gare fermée |
| Gare de Youb              | Youb           | Moulay Slissen à Saïda                |             |

| \| Saïda Youb \| Localisation des gares en service de la wilaya de Saïda |
| Saïda Youb                                                               |

## Lignes ferroviaires dans la wilaya
La wilaya est traversée par deux lignes : 
- la ligne de Moulay Slissen à Saïda ;
- la ligne de Saïda à Tiaret.